# Santa Brígida (Bahia)
Santa Brígida is een gemeente in de Braziliaanse deelstaat Bahia. De gemeente telt 15.652 inwoners (schatting 2009).